# Puchar Polski kobiet w piłce nożnej 2005/06, grupa łódzka
Puchar Polski kobiet w piłce nożnej w sezonie 2005/06, grupa: łódzka
I runda – 11 – 13 października 2005
Klub Włókniarz Zgierz miał wolny los.
Victoria Skomlin – Warta Sieradz 2:7
Ner Poddębice – MKS 2000 Tuszyn 1:8
Dąbrowianka Dąbrowice – Kolejarz Łódź – 1:4
Półfinały – 18 – 26 października 2005
Warta Sieradz – Włókniarz Zgierz 0:5
MKS 2000 Tuszyn – Kolejarz Łódź 0:3- walkower
Klub MKS 2000 Tuszyn nie wziął udział w spotkaniu, ze względu na kontuzje piłkarek.
Finał – 30 października 2005 Łodź, stadion Startu Łódź
Włókniarz Zgierz – Kolejarz Łódź 2:5